# Alliopsis moerens
Alliopsis moerens este o specie de muște din genul Alliopsis, familia Anthomyiidae. A fost descrisă pentru prima dată de Zetterstedt în anul 1838. Conform Catalogue of Life specia Alliopsis moerens nu are subspecii cunoscute.